# E763
La ruta europea E763 és una carretera que forma part de la Xarxa de carreteres europees. Comença a Belgrad (Sèrbia) i finalitza a Bijelo Polje (Montenegro). Té una longitud d'aproximadament 327 km i una orientació de nord a sud.